# 木叶乡
木叶乡，是中华人民共和国重庆市酉阳土家族苗族自治县下辖的一个乡镇级行政单位。

## 行政区划
木叶乡下辖以下地区：
梨耳村、木叶村、干田村、大板营村和学堂村。